# Unione dei Partiti Comunisti - Partito Comunista dell'Unione Sovietica
L'Unione dei Partiti Comunisti - Partito Comunista dell'Unione Sovietica (UPC–CPSU; in russo Союз коммунистических партий – Коммунистической партии Советского союза, Sojuz kommunističeskih partij – Kommunističeskoj partii Sovetskogo sojuza) è un'organizzazione internazionale che comprende i partiti comunisti delle 15 ex Repubbliche sovietiche e delle 3 (Abcasia, Ossezia del Sud e Transnistria) di recente fondazione.
Gennadij Zjuganov è l'attuale segretario dell'organizzazione, in sostituzione del segretario precedente, Oleg Šenin, che nel 2001 ha guidato la scissione del Partito Comunista dell'Unione Sovietica.

## Partiti membri
| Paese           | Partito                                            | Elezione         | Camera Bassa     | Camera Alta      | Leader              |
| --------------- | -------------------------------------------------- | ---------------- | ---------------- | ---------------- | ------------------- |
| Armenia         | Partito Comunista Armeno                           | 2021             | 0 / 132          | 0 / 132          | Ruben Tovmasyan     |
| Azerbaigian     | Partito Comunista dell'Azerbaigian                 | 2020             | 0 / 125          | 0 / 125          | Rauf Gurbanov       |
| Bielorussia     | Partito Comunista della Bielorussia                | 2019             | 11 / 110         | 17 / 64          | Taccjana Holubeva   |
| Georgia         | Partito Comunista Unificato della Georgia          | 2020             | 0 / 150          | 0 / 150          | Nugzar Avaliani     |
| Kazakistan      | Partito Popolare Comunista del Kazakistan          | 2021             | 10 / 107         | 0 / 49           | Vladislav Kosarev   |
| Kirghizistan    | Partito dei Comunisti del Kirghizistan             | 2020             | 0 / 120          | 0 / 120          | Ishak Masaliev      |
| Moldavia        | Partito dei Comunisti della Repubblica di Moldavia | 2021             | 10 / 101         | 10 / 101         | Vladimir Voronin    |
| Russia          | Partito Comunista della Federazione Russa          | 2021             | 57 / 450         | 4 / 170          | Gennadij Zjuganov   |
| Tagikistan      | Partito Comunista del Tagikistan                   | 2020             | 2 / 63           | 0 / 34           | Šodi Šabdolov       |
| Turkmenistan    | Partito Comunista del Turkmenistan                 | partito illegale | partito illegale | partito illegale | Serdar Rachimov     |
| Ucraina         | Partito Comunista dell'Ucraina                     | partito illegale | partito illegale | partito illegale | Petro Symonenko     |
| Uzbekistan      | Partito Comunista dell'Uzbekistan                  | 2019-2020        | 0 / 135          | 0 / 100          | Kachramon Machmudov |
| Abcasia         | Partito Comunista d'Abcasia                        | 2017             | 0 / 35           |                  | Šamba Lev           |
| Ossezia del Sud | Partito Comunista dell'Ossezia del Sud             | 2019             | 1 / 34           |                  | Stanislav Kochiev   |
| Transnistria    | Partito Comunista della Transnistria               | 2015             | 1 / 43           |                  | Oleg Choržan        |
| Estonia         | Partito Comunista dell'Estonia                     | partito illegale | partito illegale | partito illegale | sconosciuto         |
| Lettonia        | Partito Comunista di Lettonia                      | partito illegale | partito illegale | partito illegale | sconosciuto         |
| Lituania        | Partito Comunista della Lituania                   | partito illegale | partito illegale | partito illegale | sconosciuto         |